# Dosenmoor

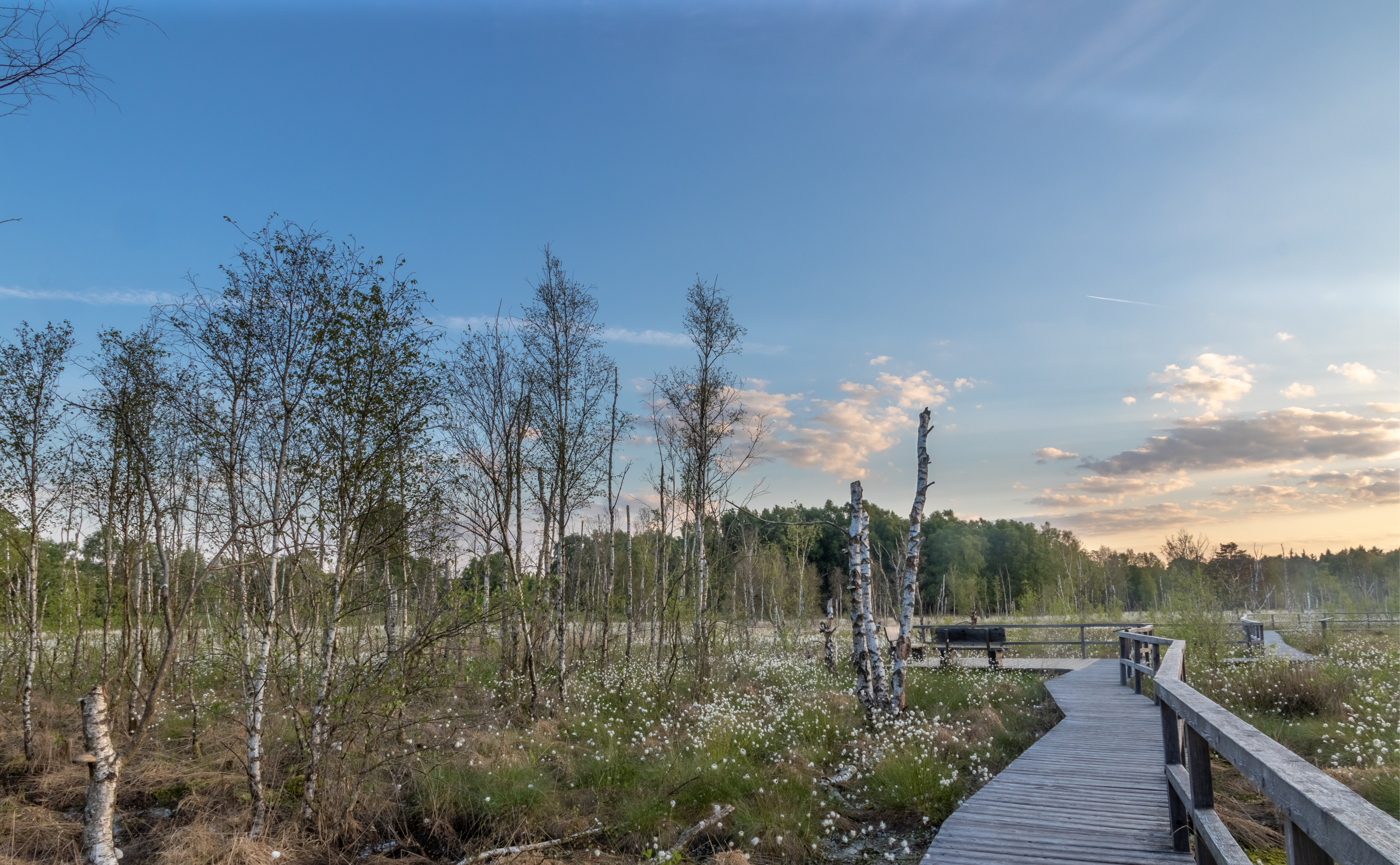
Birkengruppe

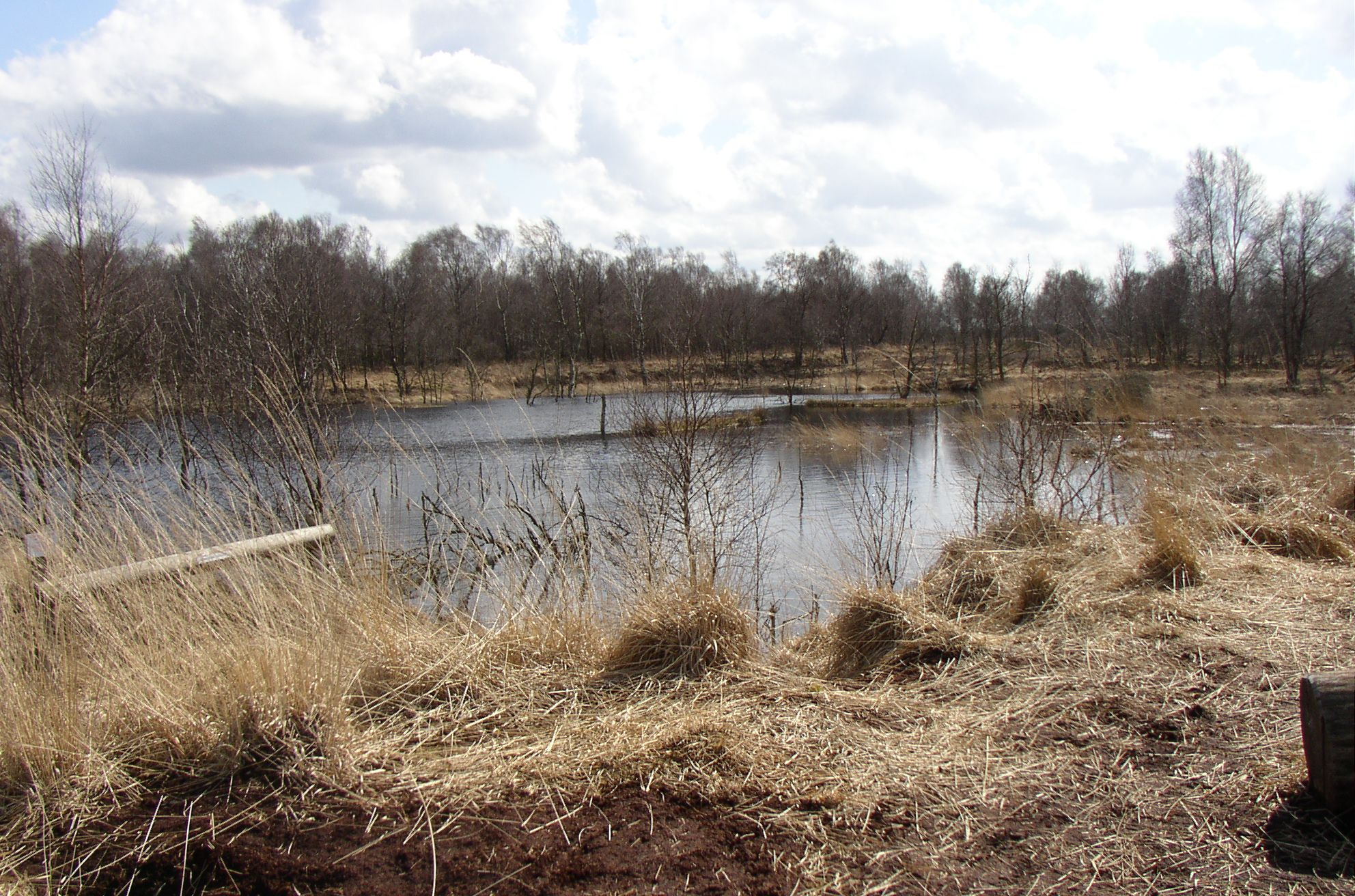
Überfluteter Teil des Dosenmoors mit lichtem Birkenbestand

Das Dosenmoor ist ein regenerierendes und noch teilweise erhaltenes Hochmoor in Schleswig-Holstein. Es liegt in der Nähe der Stadt Neumünster östlich des Stadtteils Einfeld. Der flächenmäßig größte Teil liegt im Stadtgebiet von Neumünster, im Norden gehört ein Teil zum Kreis Rendsburg-Eckernförde und im Südosten zum Kreis Plön. Das nahezu kreisrunde Moor liegt auf der Wasserscheide zwischen der nach Norden fließenden Eider und der nach Süden fließenden Stör.

## Flora
An Pflanzenarten wachsen im Dosenmoor neben Torfmoosarten (Sphagnum spec.) unter anderem Weißes Schnabelried (Rhynchospora alba), Schmalblättriges Wollgras (Eriophorum angustifolium), Scheidiges Wollgras (Eriophorum vaginatum), Pfeifengras (Molinia caerulea), Rasen-Haarsimse (Trichophorum cespitosum), Moorbirke (Betula pubescens), Besenheide (Calluna vulgaris), Glockenheide (Erica tetralix), Rosmarinheide (Andromeda polifolia), Krähenbeere (Empetrum nigrum), Gewöhnliche Moosbeere (Vaccinium oxycoccos), Großfrüchtige Moosbeere (Vaccinium macrocarpum), Rundblättriger Sonnentau (Drosera rotundifolia), Mittlerer Sonnentau (Drosera intermedia), Kleiner Wasserschlauch (Utricularia minor) und Sumpfkalla (Calla palustris).
Das über Jahrhunderte genutzte Moor hat über weite Flächen nicht mehr den typischen Charakter eines lebenden Hochmoores. Nur noch in wenigen Bereichen findet man Reste von Torfmoosen, Wollgräsern und Glocken- und Rosmarinheide. Weiter verbreitet ist die Sekundärvegetation aus Besenheide (Calluna vulgaris), Krähenbeere (Empetrum nigrum) und Pfeifengras (Molinia caerulea).

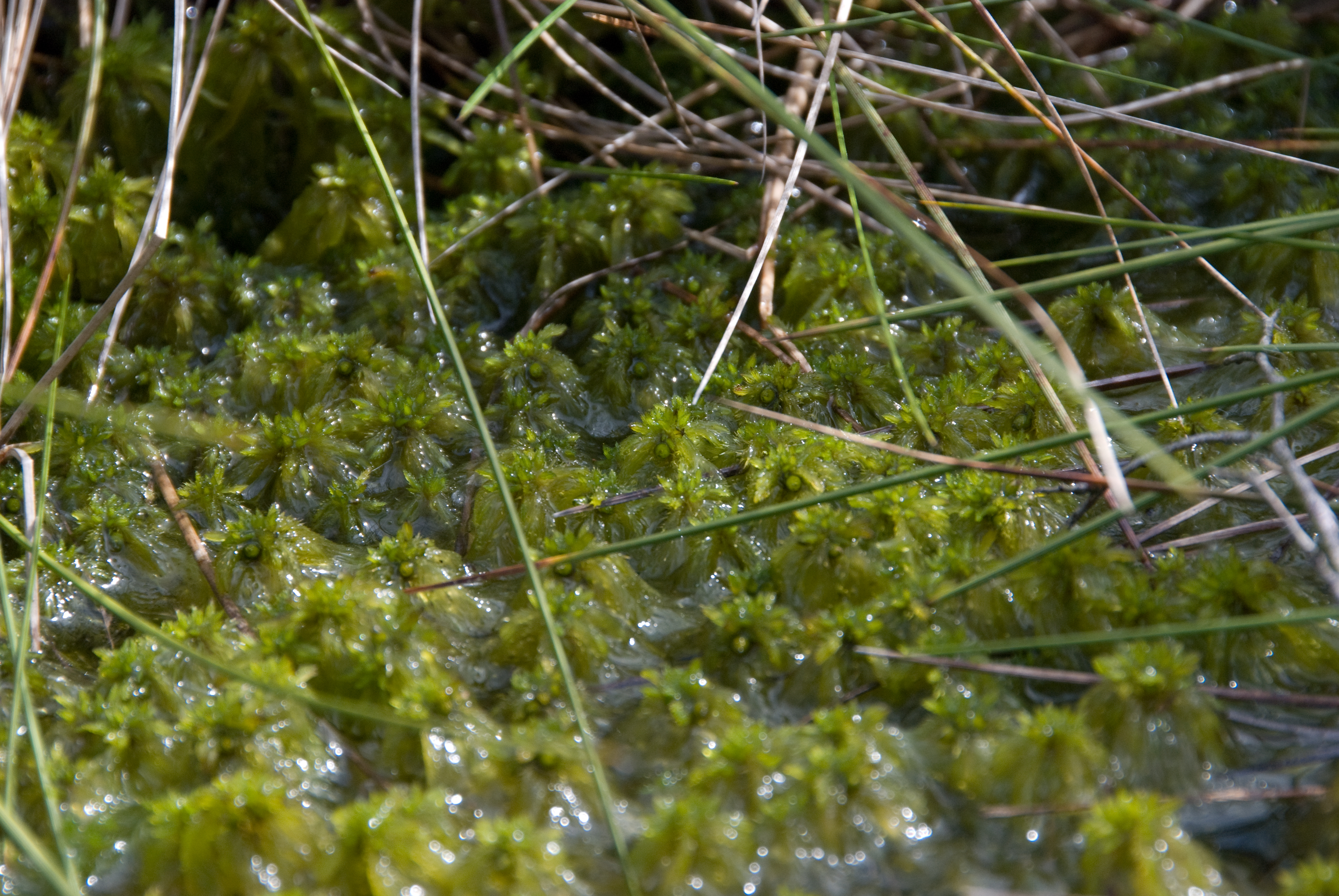
Torfmoose
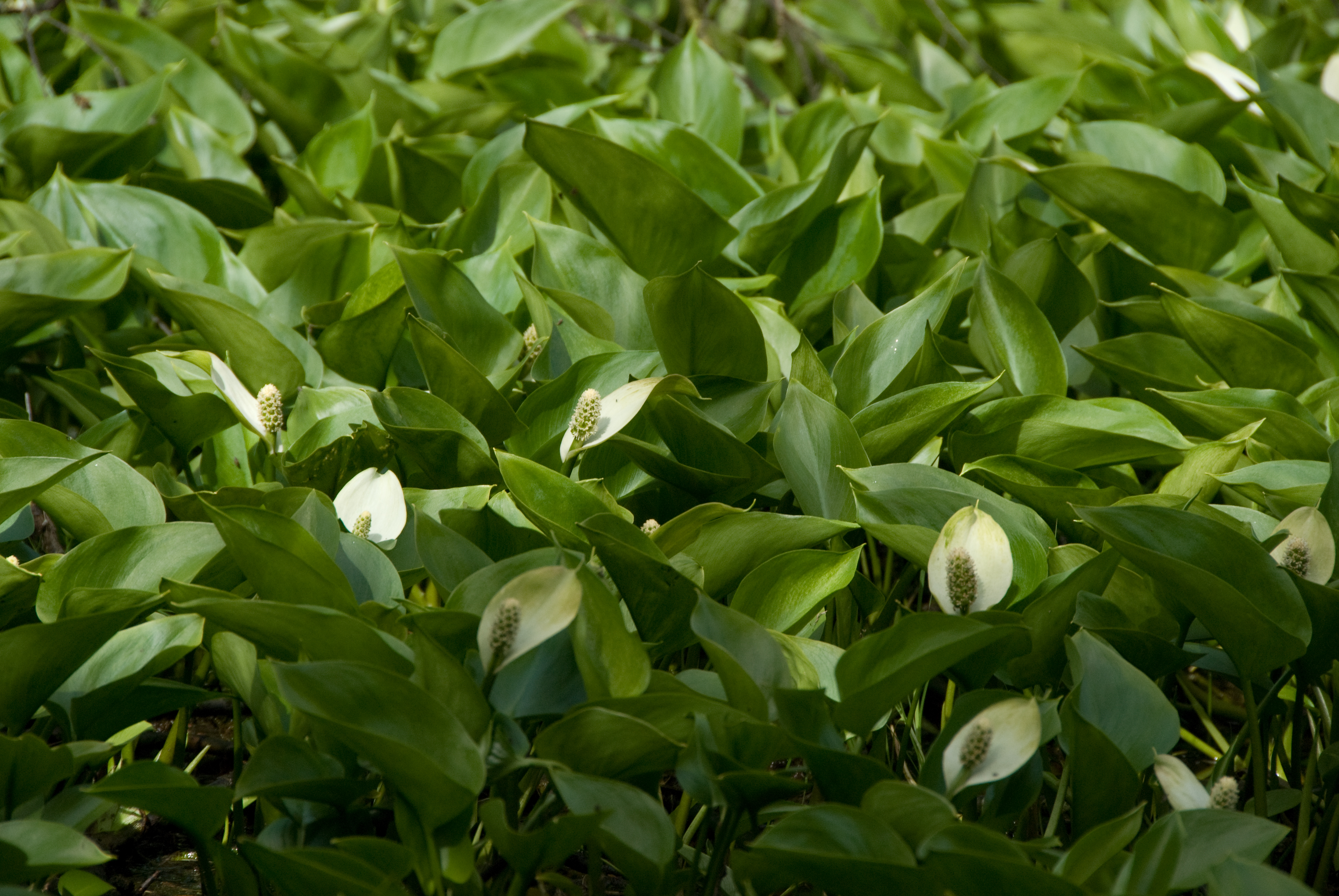
Sumpfkalla
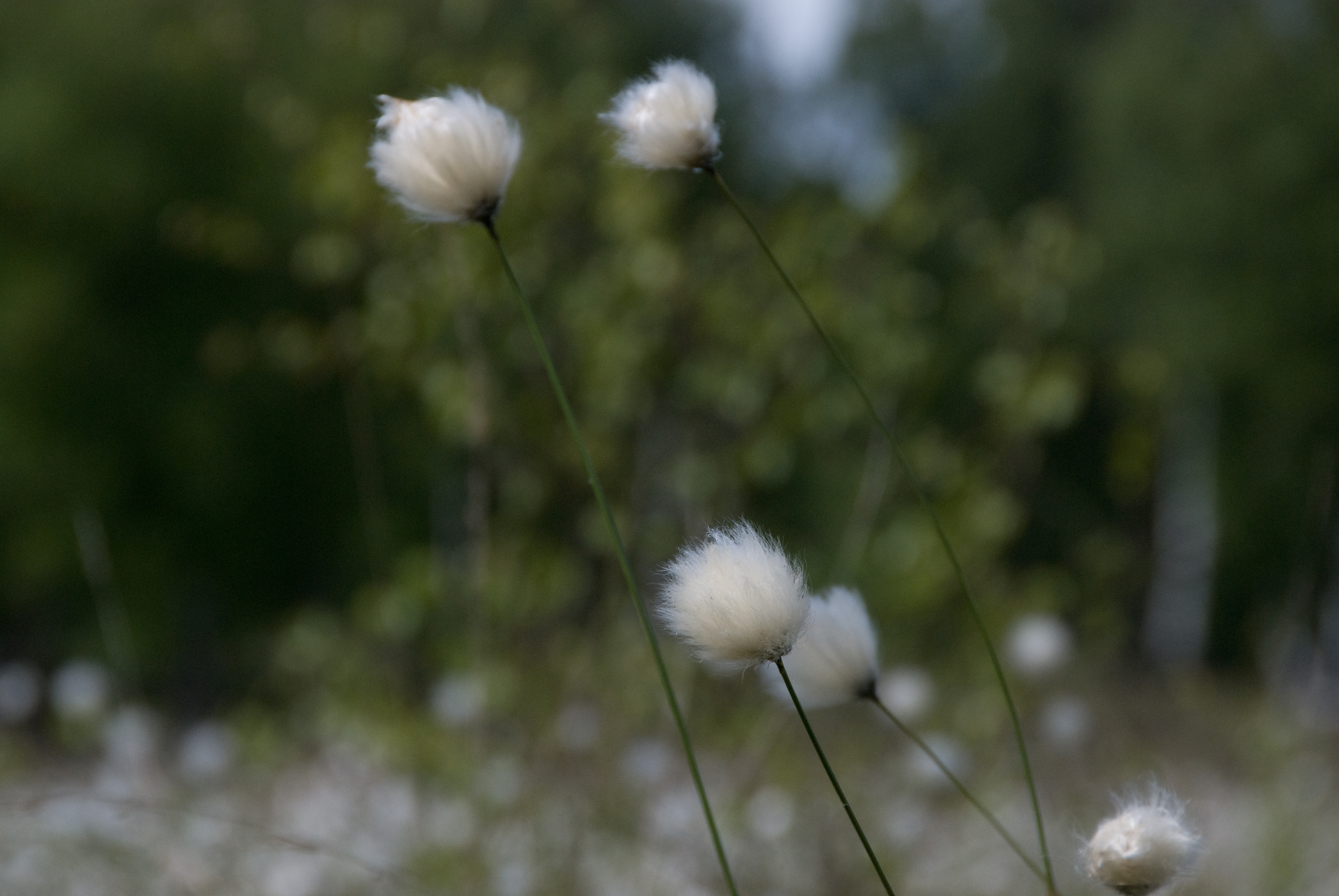
Scheidiges Wollgras
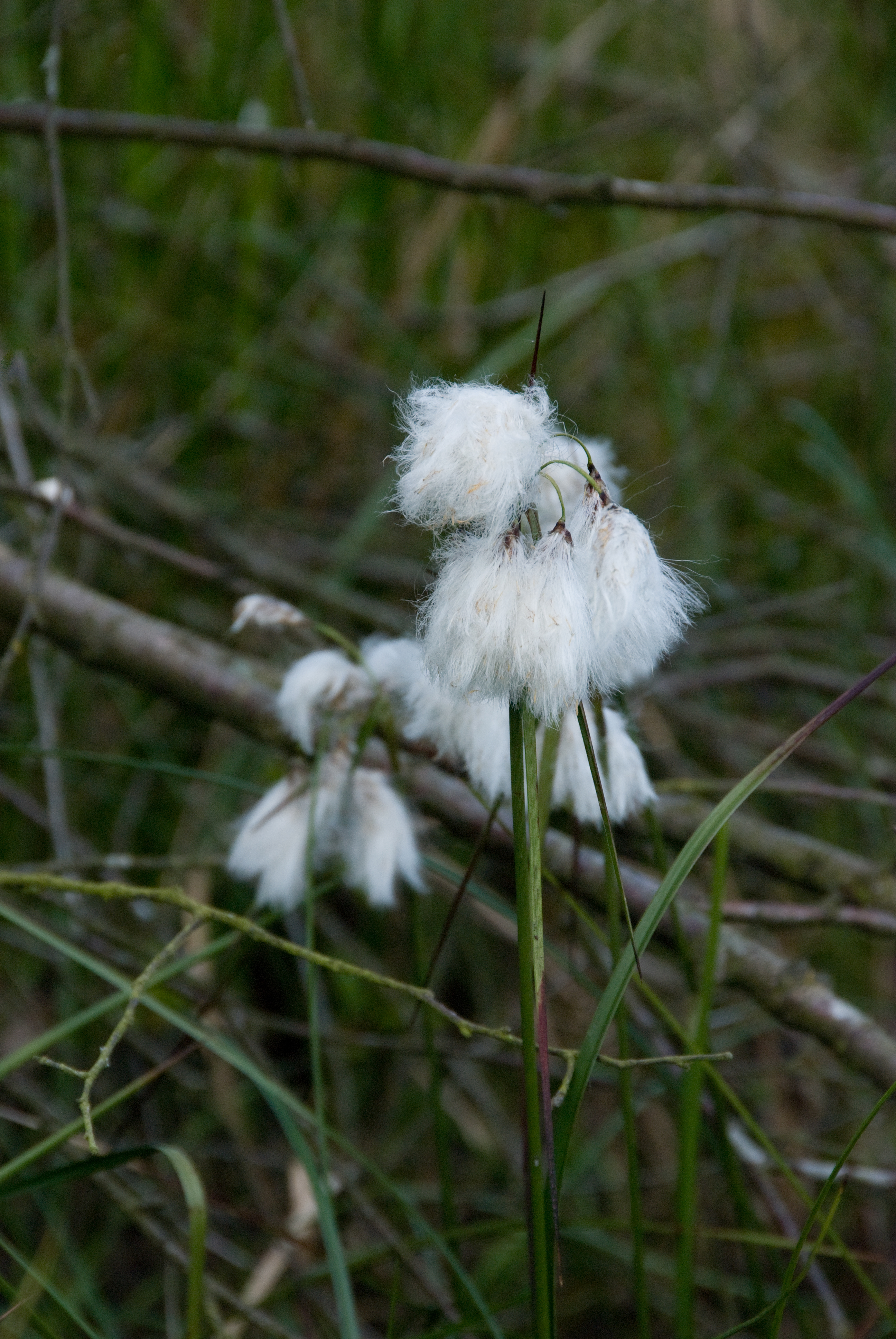
Schmalblättriges Wollgras

## Fauna
An Vogelarten kommen im Dosenmoor unter anderem Braunkehlchen, Kranich, Sumpfohreule, Bekassine und Wiesenpieper vor.
1986 wurde die Stechimmenfauna des Moores untersucht. Dabei wurden 33 Bienenarten festgestellt, die allerdings nicht ihre vollständige Entwicklung im Moor durchlaufen. Vorherrschend sind dabei die Furchenbienenarten Halictus rubicundus und Halictus tumulorum und die beiden Schmalbienenarten Lasioglossum rufitarse und Lasioglossum fratellum.

## Entstehung
Das Dosenmoor und der benachbarte Einfelder See entstanden in der letzten Eiszeit, die vor etwa 12.000 Jahren zu Ende ging. Das Schmelzwasser der Gletscher floss überwiegend nach Süden, wobei sich zwischen dem Einfelder See und dem Dosenmoor ein dammartiger Sandrücken, Kame genannt, bildete. Weiter östlich war in einer tiefer ausgeschürften Geländemulde noch über längere Zeit ein mächtiger Toteisblock erhalten geblieben. Da der Ablauf durch den Kame versperrt war, bildete sich am Ende der Eiszeit ein fast neun km² großer See, der Dosensee. Das Seebecken füllte sich mit Sedimenten, abgestorbenen Algen und Wasserpflanzen. Die vollständige Verlandung des Sees kennzeichneten schließlich Schilf-, Seggen- und Bruchwaldtorfe. Das regenreiche, atlantische Klima förderte die Ausbreitung von Torfmoosen und ließ in den folgenden vier bis fünf Jahrtausenden den baumfreien Torfkörper eines atlantischen Hochmoores entstehen. Dieser überragt mit seiner charakteristischen, heute immer noch sichtbaren, uhrglasförmigen Aufwölbung die umgebenden Niederungsflächen.
Ungestörte Moore sind wachsende Böden. Sie entstehen aus pflanzlichem Material bei der Verlandung von Gewässern (Niedermoore) oder durch ständigen Wasserüberschuss aus Niederschlägen (Hochmoore) beziehungsweise hoch anstehendem Grundwasser (Niedermoore). Aufgrund des Mangels an Luftsauerstoff unter Wasser werden absterbende Pflanzenteile nicht oder nur unvollständig zersetzt. Sie bleiben in ihrer Struktur weitestgehend erhalten und werden als Torf abgelagert.
Unter bestimmten klimatischen und pflanzengeographischen Voraussetzungen entwickeln sich die Niedermoore zu Übergangs- oder Hochmooren. Diese sind ein feuchtgemäßigtes Klima mit ständigem Niederschlagsüberschuss (in Schleswig-Holstein stehen 700–800 mm Jahresniederschlag 500 mm Verdunstung gegenüber, also 200 mm Überschuss, der oberflächig abfließt oder versickert) und das Auftreten bestimmter Torfmoosarten, deren absterbende Teile nicht abgebaut, sondern als Torf abgelagert werden und dadurch über das Grundwasser hinauswachsen können. Im Jahresmittel bildet sich so etwa ein Millimeter Torf.

## Menschliche Eingriffe
Bereits im 18. Jahrhundert setzten die ersten menschlichen Eingriffe ein, durch die das Dosenmoor sein heutiges Aussehen erlangte, das stark durch Degeneration geprägt ist. Im 19. Jahrhundert betrug der Höhenunterschied zwischen Rand und Zentrum 8–10 Meter. Heute sind es nur noch 4–5 Meter. Die Moorsackung begann Berichten zufolge aber schon 1891. Die wesentliche Ursache hierfür ist die Entwässerung des Moorkörpers durch die vielen, das Moor durchziehenden Gräben. Diese waren schon vor Jahrhunderten angelegt worden, um das Moor landwirtschaftlich zu nutzen und Torf abzubauen. Nach der Vorentwässerung nutzten die Bewohner der umliegenden Dörfer die Randbereiche zum Abbau von Brenntorf für den Eigenbedarf. Seit 1867 stellte die Forstverwaltung jährliche Abtorfungspläne für den systematischen Abbau im Dosenmoor auf. Anfang des 20. Jahrhunderts wurden mit dem Bau eines 4 m tiefen Ringgrabens im südwestlichen Randbereich des Moores die Voraussetzungen geschaffen, die Torfnutzung weiter zu intensivieren. Zeitgleich gründete sich das erste Torfwerk in Einfeld, das Torfwerk Einfeld Carl Hornung. Das Torfwerk verstärkte ab 1964 den Abbau und setzte von 1966 bis zur Einstellung des Betriebes 1977 industrielle, großtechnische Verfahren ein. In diesen 11 Jahren wurden ca. 200.000 m³ Torf gewonnen.
Torf wurde anfangs lediglich als Brennmaterial verwendet. Die daraus entstandene Asche wurde außerdem in der Landwirtschaft als Dünger auf die Äcker verteilt. Üblich war es auch, getrockneten Torf als Baustoff zum Errichten von Häusern zu verwenden. In der Zeit um 1880 wurde Torf auch zur Feuerung in der Eisen- und Stahlindustrie verwendet sowie als Streu in Ställen oder als Bindemittel. Heute wird er in der Regel nur noch im Gartenbau zur Bodenverbesserung verwendet, um den Boden zu belüften und eine größere Wasserkapazität zu ermöglichen.

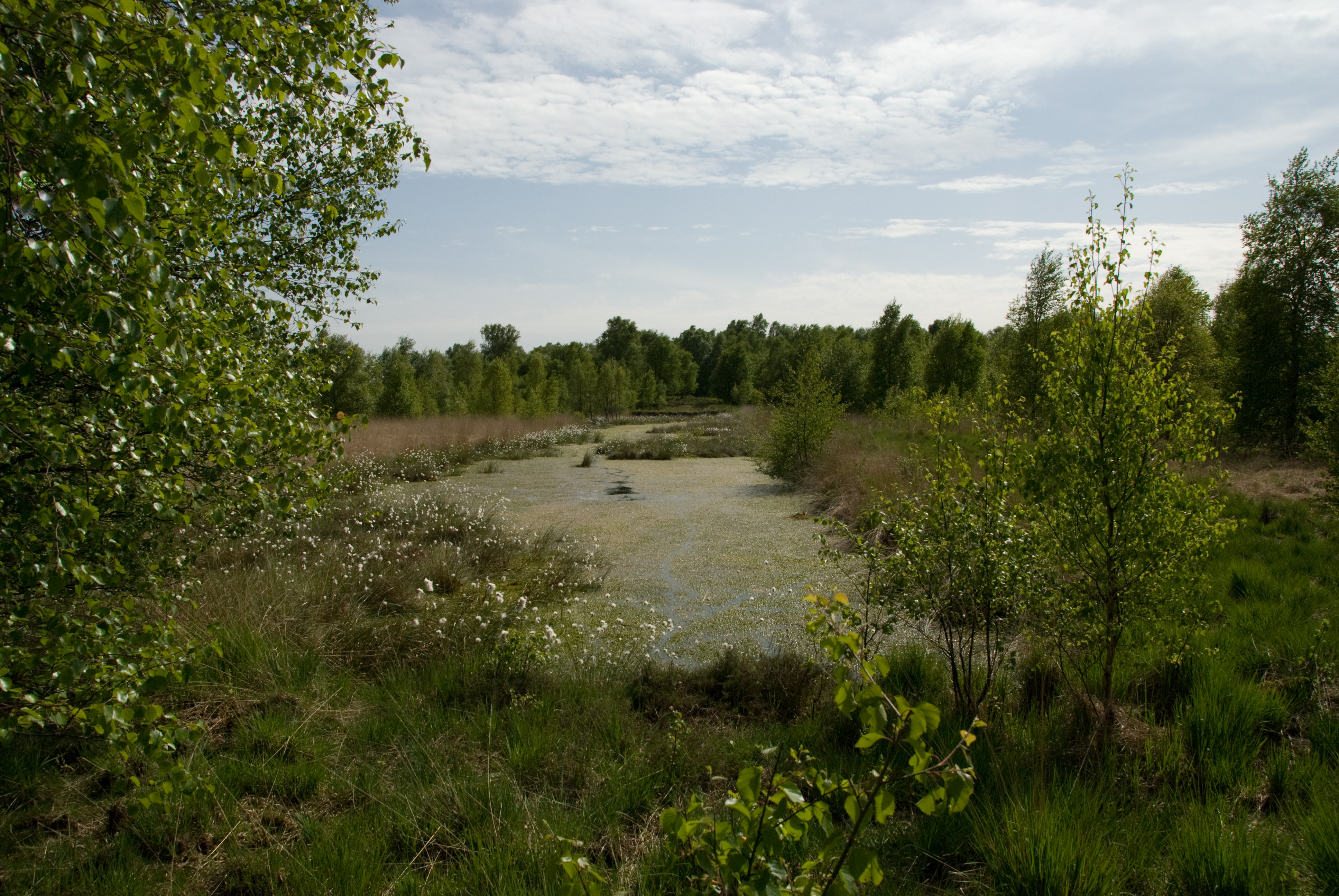
Alter Torfstich
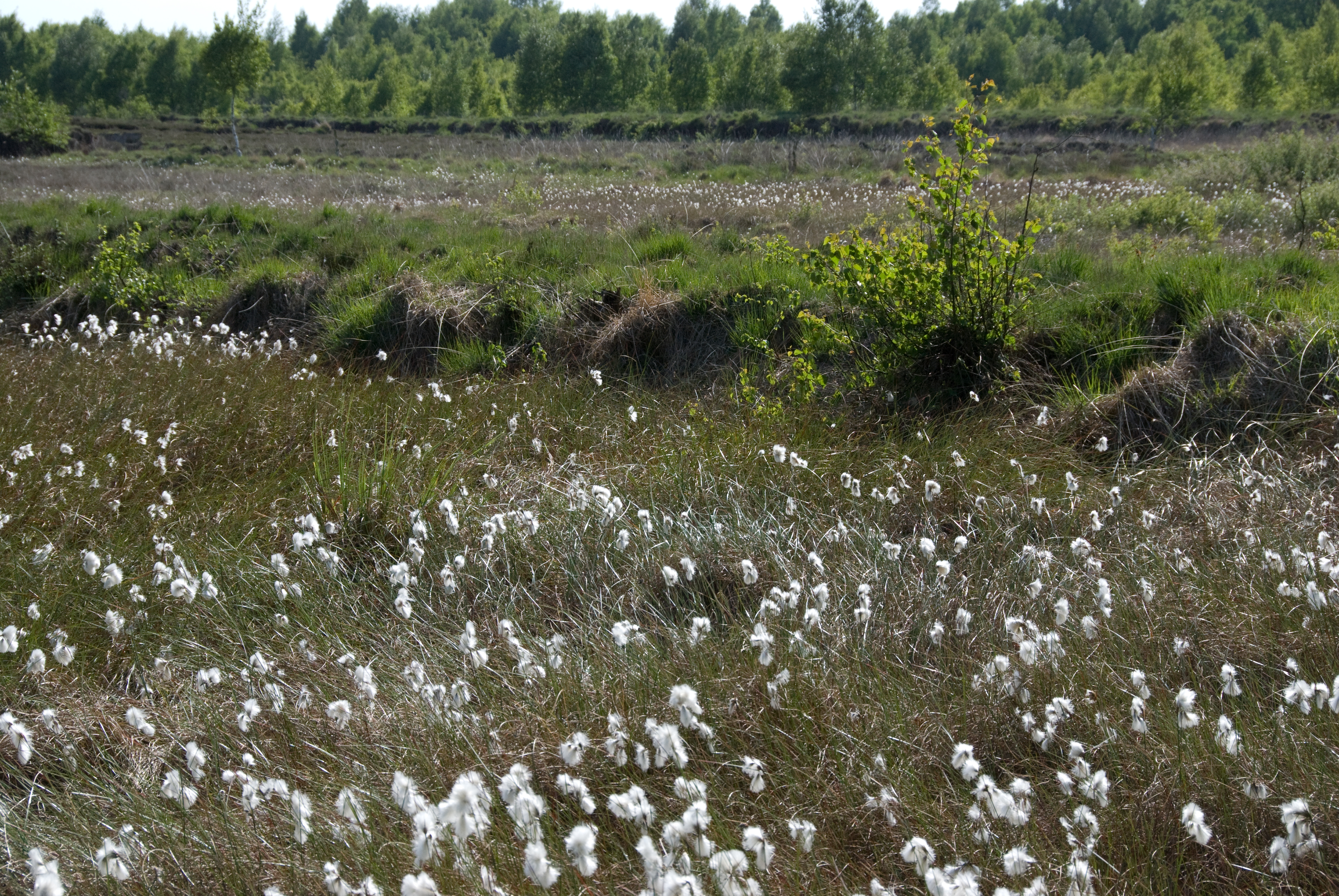
Abgetorfte Flächen im Dosenmoor
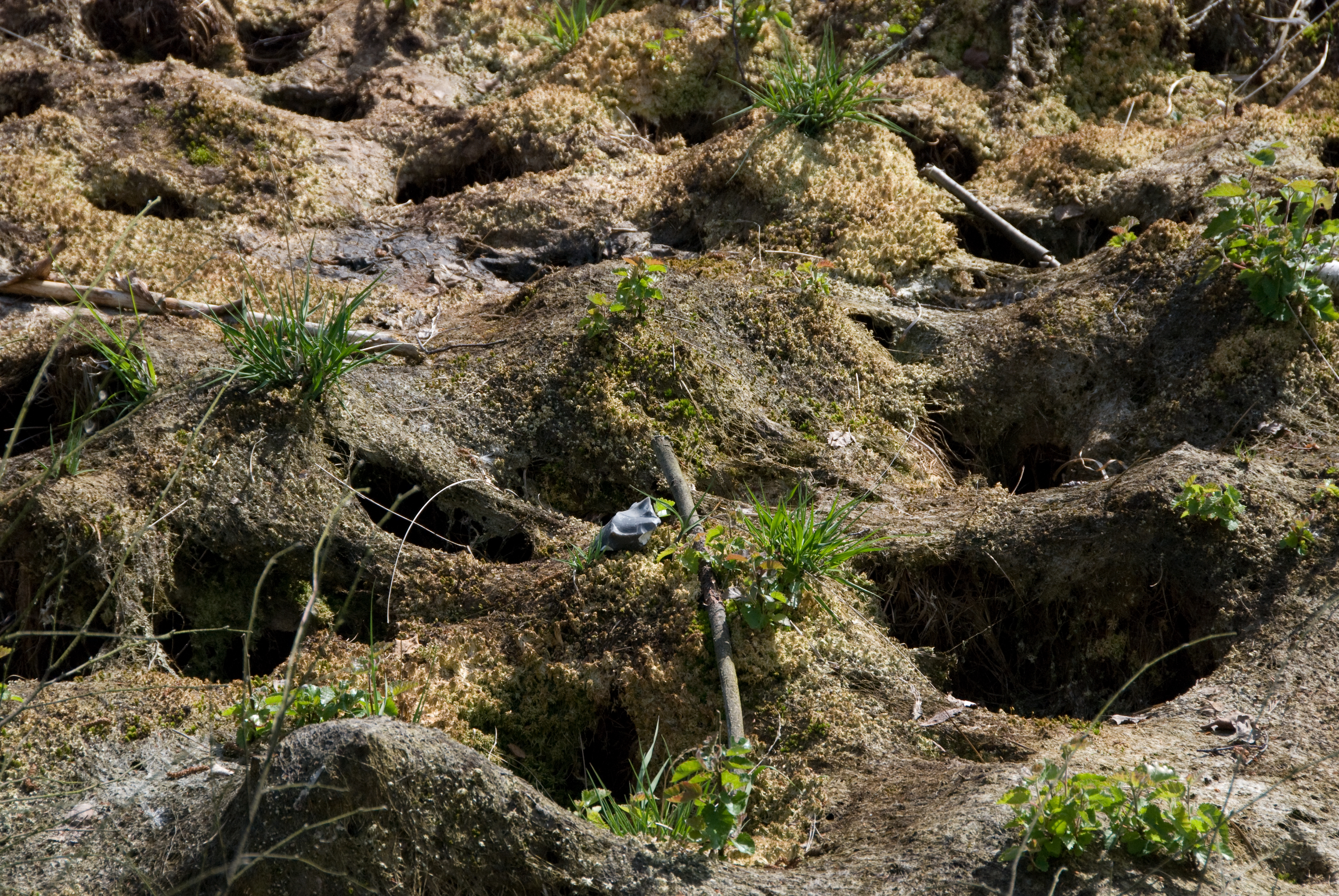
Oberflächig abgetrockneter Bult-Schlenken-Komplex

## Geschichte des Naturschutzgebietes
1981 wurde das Moor zum Naturschutzgebiet erklärt. Das Naturschutzgebiet Dosenmoor wurde der Europäischen Union im Rahmen des Natura-2000-Netzes im Oktober 1992 unter dem Namen FFH-Gebiet NSG Dosenmoor als Gebiet von gemeinschaftlicher Bedeutung vorgeschlagen, von der EU im Dezember 2004 bestätigt und im Januar 2010 gemäß § 32 Absatz 2 bis 4 Bundesnaturschutzgesetz in Verbindung mit § 23 Landesnaturschutzgesetz Schleswig-Holstein zum besonderen Erhaltungsgebiet erklärt. Es hat den FFH-Gebietscode DE1826301. Im März 2016 wurde durch die Stiftung Naturschutz Schleswig-Holstein im Auftrag des Ministeriums für Energiewende, Landwirtschaft, Umwelt und ländliche Räume  (MELUR) für dieses FFH-Gebiet der erste Managementplan aufgestellt. Das Gebiet befindet sich zum überwiegenden Teil im Besitz der Stiftung Naturschutz Schleswig-Holstein. Es herrscht mehrheitlich der FFH-Lebensraumtyp „degeneriertes Hochmoor“ vor. Die im Moor vorhandenen Biotoptypen sind ermittelt worden und in einer Karte festgehalten. Die Erhaltungs- und Entwicklungsziele für die FFH-Lebensraumtypen im Gebiet sind in einer detaillierten Karte eingetragen worden. Aus einer umfassenden Analyse und Bewertung wurden Maßnahmenpläne für die notwendigen, sonstigen und weitergehenden Maßnahmen erarbeitet. Die Kontrolle dieser Maßnahmen erfolgt alle sechs Jahre.

## Renaturierung
Im Dosenmoor wird seit 1978 eine Hochmoorrenaturierung durch Wiedervernässung mit nährstoffarmem Regenwasser durchgeführt. Der industriell abgetorfte Bereich im Moorzentrum wurde bereits 1997 großflächig planiert. Um den Abfluss des nährstoffarmen und für ein Hochmoor wichtigen Regenwassers zu verhindern, wurden Dämme aufgesetzt. Alle Entwässerungsgräben wurden verfüllt. Nach großflächiger Beseitigung des Birkenaufwuchses (Entkusselung) ist die Hochfläche als baumfreies Zentralplateau erkennbar. Die Beweidung mit einer Herde aus Schafen und Ziegen verhindert den Aufwuchs von Birken und Pfeifengras und fördert die typische Vegetation.
Birken können in Mooren durch die Verdunstung über ihre Blätter zur Entwässerung des Moores beitragen. Bei einem sehr dichten Baumbestand kann durch die Schattenwirkung der Baumkrone zudem die hochmoortypische, lichtliebende Vegetation verdrängt werden. Eine vollständige Beseitigung des gesamten Gehölzbestandes ist jedoch nicht sinnvoll, da die Windberuhigung durch die Gehölze die Verdunstung einer Moorfläche deutlich mindert. Ein lichter Baumbestand fördert das feuchte Kleinklima und damit das Wachstum von Torfmoosen. Soll ein dichter Birkenbestand ausgelichtet werden, ist dies durch Ringeln einzelner Birken zu bewerkstelligen, wodurch die Bäume allmählich absterben. Beim Absägen vervielfacht sich der Birkenbestand durch Wurzelaustriebe und kann nur durch ständige Pflegemaßnahmen oder durch gezielte Hüteschafbeweidung kurzgehalten werden.
Die Renaturierung wird weiterhin vorangetrieben, indem man weitere Entwässerungsgräben verfüllt, mehr Birkenaufwuchs entfernt und das Moor mit nährstoffarmem Regenwasser wiedervernässt. Dies gestaltet sich dadurch schwierig, dass die Außenbereiche des Dosenmoores, rund 100 ha, in der Hand von etwa 80 Privateigentümern sind. Es werden jedoch beispielsweise durch die Stiftung Naturschutz Schleswig-Holstein immer mehr Flächen aufgekauft, um diese zu renaturieren.
Unweit des Dosenmoors ist zwischenzeitlich im alten Torfwerk Einfeld Carl Hornung ein Informationszentrum zur Entstehung und früheren Nutzung des Dosenmoors entstanden, das Infozentrum Dosenmoor.

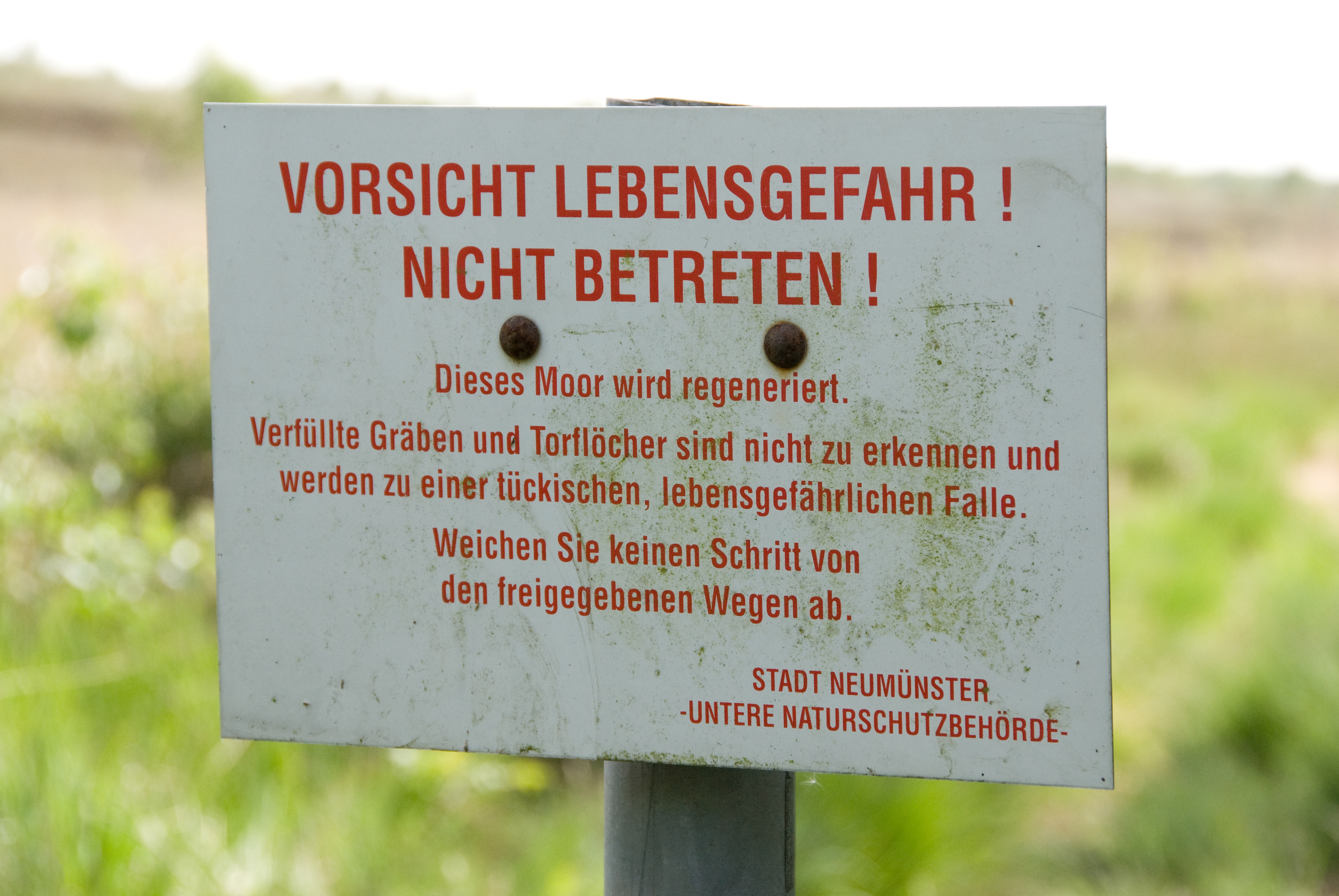
Hinweisschild zur Hochmoorrenaturierung
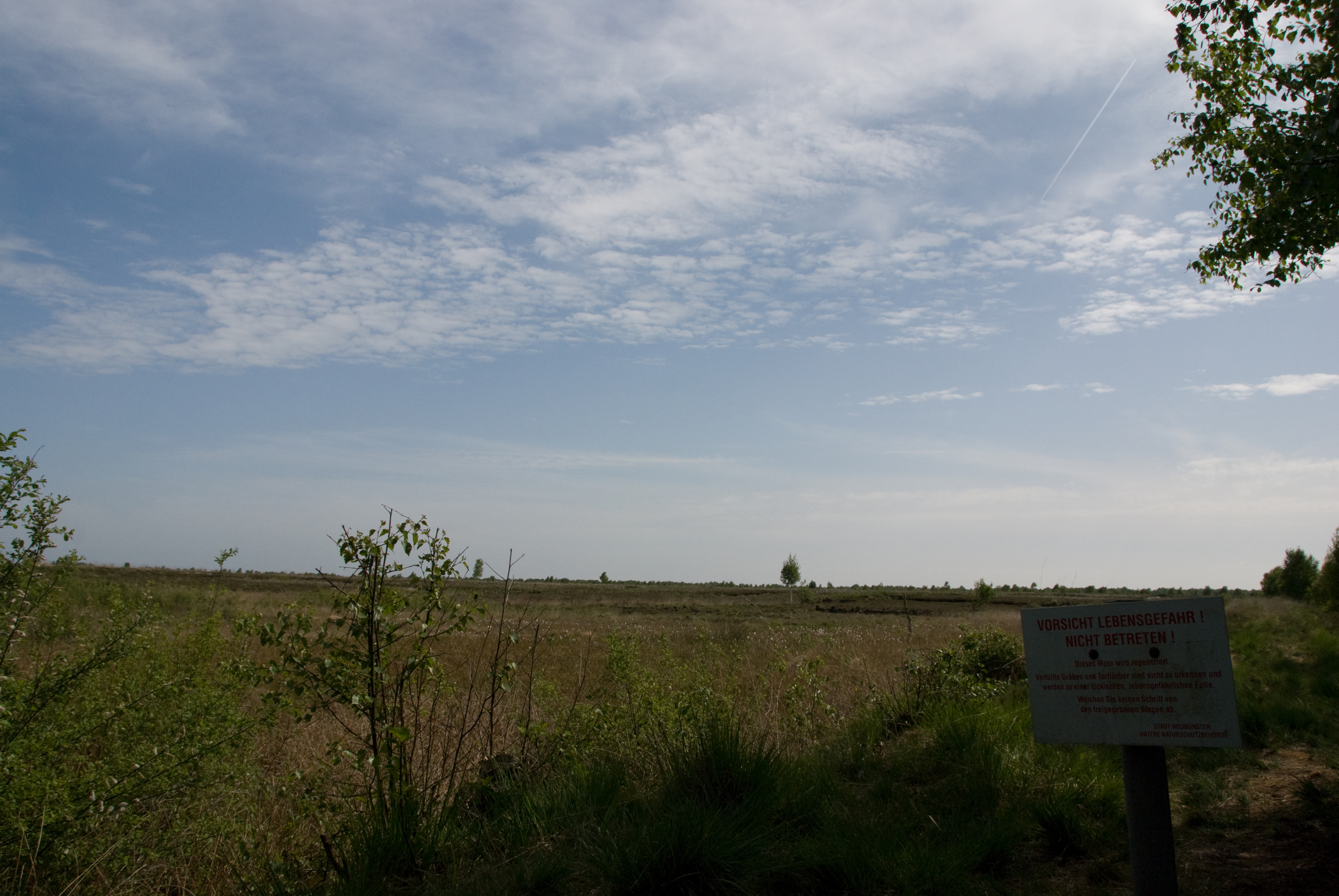
Bereich der Hochmoorrenaturierung
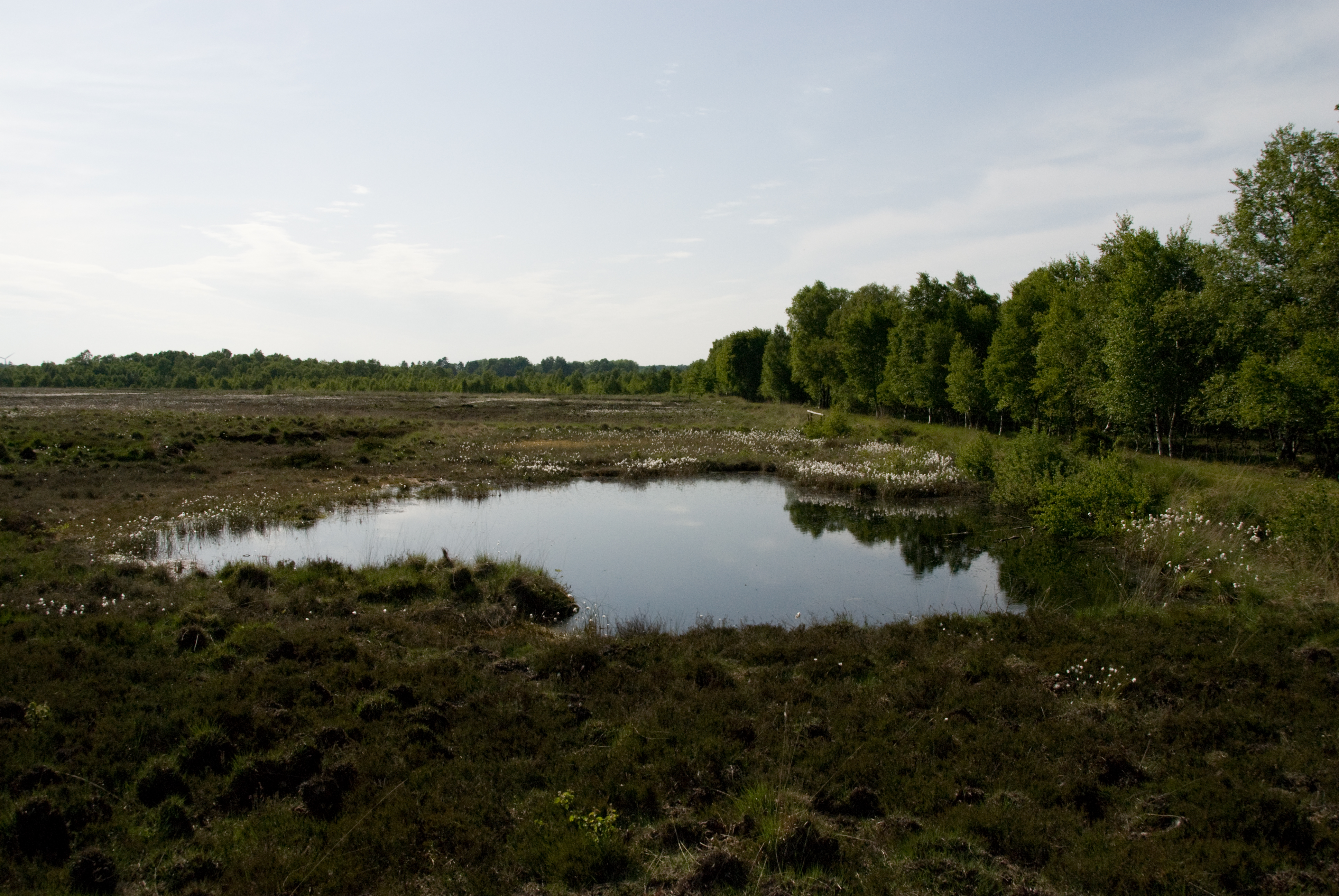
Moorauge
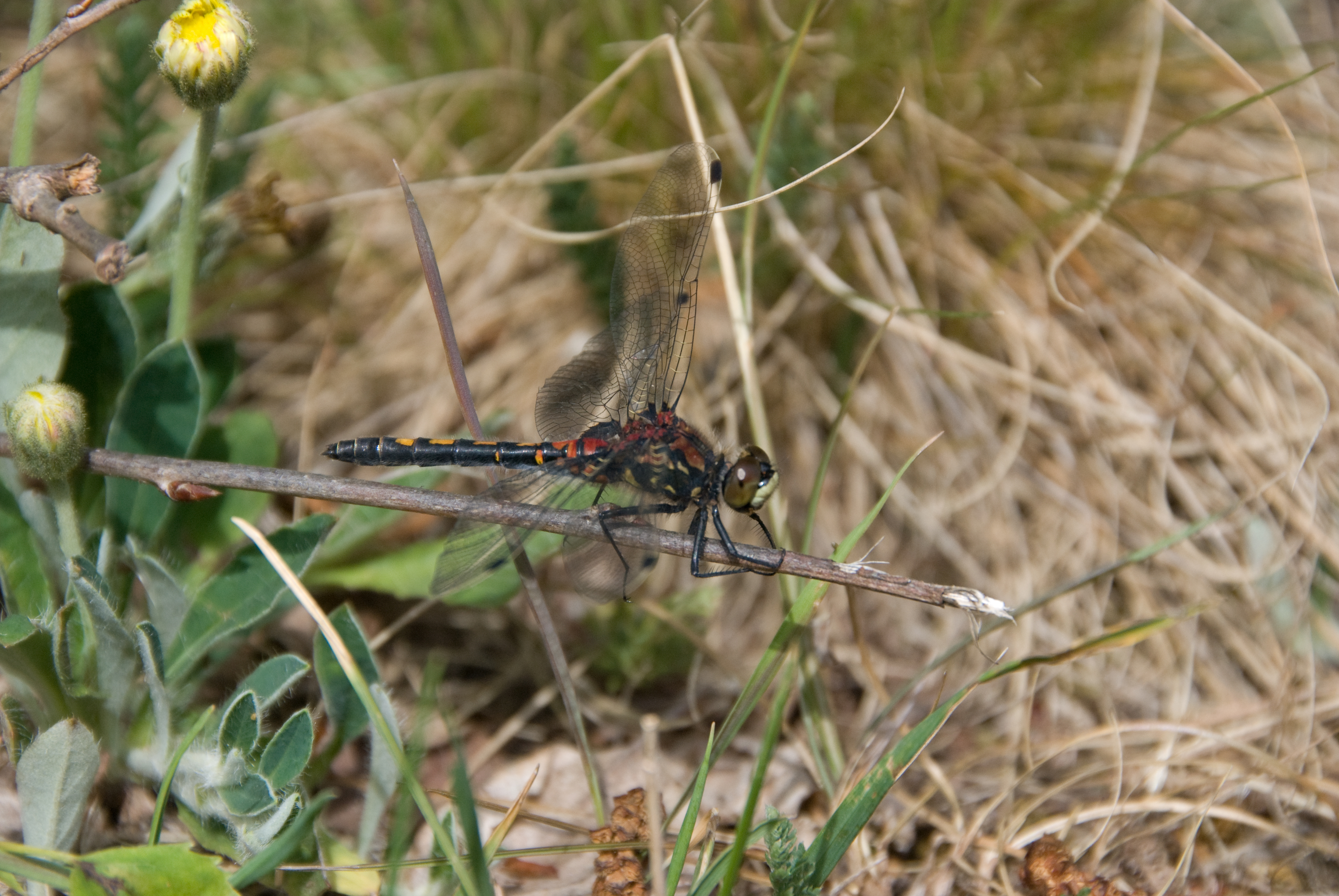
Libelle